# Vice-primeiro-ministro da República Popular da China
Os vice-primeiros-ministros do Conselho de Estado da República Popular da China são funcionários de alto escalão abaixo do primeiro-ministro e acima dos conselheiros e ministros de estado.  Geralmente, o título é mantido por vários indivíduos a qualquer momento, com cada vice-premier mantendo um amplo portfólio de responsabilidades. O primeiro vice-primeiro-ministro assume as funções do primeiro-ministro no momento da incapacidade deste último. Os vice-primeiros-ministros em exercício, em ordem de classificação, são Ding Xuexiang, He Lifeng, Zhang Guoqing e Liu Guozhong.
O detentor do cargo mais graduado é informalmente chamado de vice-primeiro-ministro sênior ou primeiro vice-primeiro-ministro (chinês simplificado: 第一副总理) ou vice-primeiro-ministro executivo (chinês simplificado: 常务副总理), um caso mais proeminente sendo Deng Xiaoping em meados da década de 1970.   Em casos irregulares, o cargo de vice-primeiro-ministro sênior foi nomeado para indicar grau de poder, poder nominal ou quando o primeiro-ministro está incapacitado e requer um deputado em tempo integral para desempenhar suas funções regulares.

## Poderes e autoridade
Cada vice-primeiro-ministro supervisiona uma determinada área da administração.  Tanto o primeiro-ministro quanto os vice-primeiros-ministros são selecionados uma vez a cada cinco anos e estão limitados a dois mandatos.  Os vice-primeiros-ministros são nomeados pelo primeiro-ministro, que são então aprovados pelo Congresso Nacional Popular e nomeados pelo presidente.  Os vice-primeiros-ministros são membros das reuniões executivas do Conselho de Estado, juntamente com o primeiro-ministro, o secretário-geral e os conselheiros estaduais.  Além disso, todos os vice-primeiros-ministros foram membros do Politburo do Partido Comunista Chinês nas últimas décadas, com o vice-primeiro-ministro executivo sendo membro do Comitê Permanente do Politburo. 

## Atuais vice-primeiros-ministros
| Vice-primeiros-ministros da República Popular da China | Vice-primeiros-ministros da República Popular da China | Vice-primeiros-ministros da República Popular da China                                                                                | Vice-primeiros-ministros da República Popular da China     |
| Retrato                                                | Informações                                            | Informações | Cargos                                                     |
| ------------------------------------------------------ | ------------------------------------------------------ | --- | ---------------------------------------------------------- |
|                                                        | Rank                                                   | 1° | Membro do Comitê Permanente do Politburo (6º Classificado) |
| Nome                                                   | Ding Xuexiang                                          | Desenvolvimento e reforma, educação, ciência e tecnologia, finanças, ecologia e meio ambiente, estatísticas e propriedade intelectual |                                                            |
| Constituinte                                           | Liaoningue                                             | Desenvolvimento e reforma, educação, ciência e tecnologia, finanças, ecologia e meio ambiente, estatísticas e propriedade intelectual |                                                            |
| Local de nascimento                                    | Nantong, Jiangsu                                       | Desenvolvimento e reforma, educação, ciência e tecnologia, finanças, ecologia e meio ambiente, estatísticas e propriedade intelectual |                                                            |
| Início do mandato                                      | 12 de março de 2023                                    | Desenvolvimento e reforma, educação, ciência e tecnologia, finanças, ecologia e meio ambiente, estatísticas e propriedade intelectual |                                                            |
|                                                        | Rank                                                   | 2° | Membro do Politburo                                        |
| Nome                                                   | He Lifeng                                              | | Membro do Politburo                                        |
| Constituinte                                           | Mongólia Interior                                      | | Membro do Politburo                                        |
| Local de nascimento                                    | Xingning, Guangdong                                    | | Membro do Politburo                                        |
| Início do mandato                                      | 12 de março de 2023                                    | | Membro do Politburo                                        |
|                                                        | Rank                                                   | 3° | Membro do Politburo                                        |
| Nome                                                   | Zhang Guoqing                                          | Indústria e tecnologia da informação, gerenciamento de emergência e empresas estatais                                                 |                                                            |
| Constituinte                                           | Região Autônoma do Tibete                              | Indústria e tecnologia da informação, gerenciamento de emergência e empresas estatais                                                 |                                                            |
| Local de nascimento                                    | Condado de Luoshan, Honã                               | Indústria e tecnologia da informação, gerenciamento de emergência e empresas estatais                                                 |                                                            |
| Início do mandato                                      | 12 de março de 2023                                    | Indústria e tecnologia da informação, gerenciamento de emergência e empresas estatais                                                 |                                                            |
|                                                        | Rank                                                   | 4° | Membro do Politburo                                        |
| Nome                                                   | Liu Guozhong                                           | Agricultura e assuntos rurais, saúde, redução da pobreza e meteorologia                                                               |                                                            |
| Constituinte                                           | Honã                                                   | Agricultura e assuntos rurais, saúde, redução da pobreza e meteorologia                                                               |                                                            |
| Local de nascimento                                    | Condado de Wangkui, Heilongjiang                       | Agricultura e assuntos rurais, saúde, redução da pobreza e meteorologia                                                               |                                                            |
| Início do mandato                                      | 12 de março de 2023                                    | Agricultura e assuntos rurais, saúde, redução da pobreza e meteorologia                                                               |                                                            |